# Janusz Zeyland
Janusz Zeyland (ur. 22 listopada 1897 w Poznaniu, zm. 5 sierpnia 1944 w Warszawie) – polski lekarz, profesor nauk medycznych, laureat nagrody im. Pannetiera za udowodnienie bezpieczeństwa i skuteczności szczepień przeciwgruźliczych, co pozwoliło na ich szerokie stosowanie, a także pionier tych szczepień w Polsce.

## Życiorys
Urodził się w rodzinie Stanisława (1855–1936) i Marii Walentyny z Rosińskich (1874–1910). Był starszym bratem Mariana (1899–1958), podporucznika taborów rezerwy Wojska Polskiego.
Ukończył w 1917 Gimnazjum św. Marii Magdaleny w Poznaniu i zdał maturę, następnie rozpoczął studia medyczne na Wydziale Lekarskim Uniwersytetu Berlińskiego. Po paru miesiącach został powołany do armii niemieckiej, w której służył do 9 grudnia 1918. Po wybuchu powstania wielkopolskiego ochotniczo wstąpił do Wojska Polskiego. Do 22 grudnia 1919 walczył na froncie północno-zachodnim, uczestniczył w odsieczy Lwowa, a od 13 lipca 1920 walczył na froncie wschodnim, gdzie 17 marca 1921 dostał się do niewoli bolszewickiej. Zwolniony z wojska w stopniu podchorążego, jako inwalida wojenny.
Po demobilizacji kontynuował studia na Uniwersytecie Warszawskim. W 1922 przeniósł się na Uniwersytet Poznański, gdzie w 1924 ukończył studia, uzyskał doktorat i rozpoczął pracę. Pracował w Zakładzie Anatomii Patologicznej, a następnie od 1927 do 1940 w Klinice Pediatrii. W 1925 i 1928 prowadził badania naukowe w Paryżu, gdzie badał skuteczność i nieszkodliwość szczepionki BCG. W 1928 habilitował się z pediatrii, a w 1939 został profesorem. W 1940 przesiedlony do Warszawy, gdzie w kwietniu 1941 zorganizował Centralne Laboratorium Gruźlicy, a w grudniu otworzył pierwszy w Polsce oddział leczenia dziecięcej gruźlicy płuc, prowadzony na poziomie kliniki. W tym samym czasie prowadził kurs bakteriologii na Tajnym Uniwersytecie Ziem Zachodnich.
Rozstrzelany przez Niemców w Szpitalu Wolskim podczas rzezi Woli. Pochowany w zbiorowej mogile na podwórzu szpitala. Po powstaniu, w marcu 1945 jego ciało zostało ekshumowane i przeniesione na cmentarz Powązkowski, później na cmentarz parafialny zabytkowy Jeżycki w Poznaniu (kwatera L-13-48).

## Dorobek naukowy

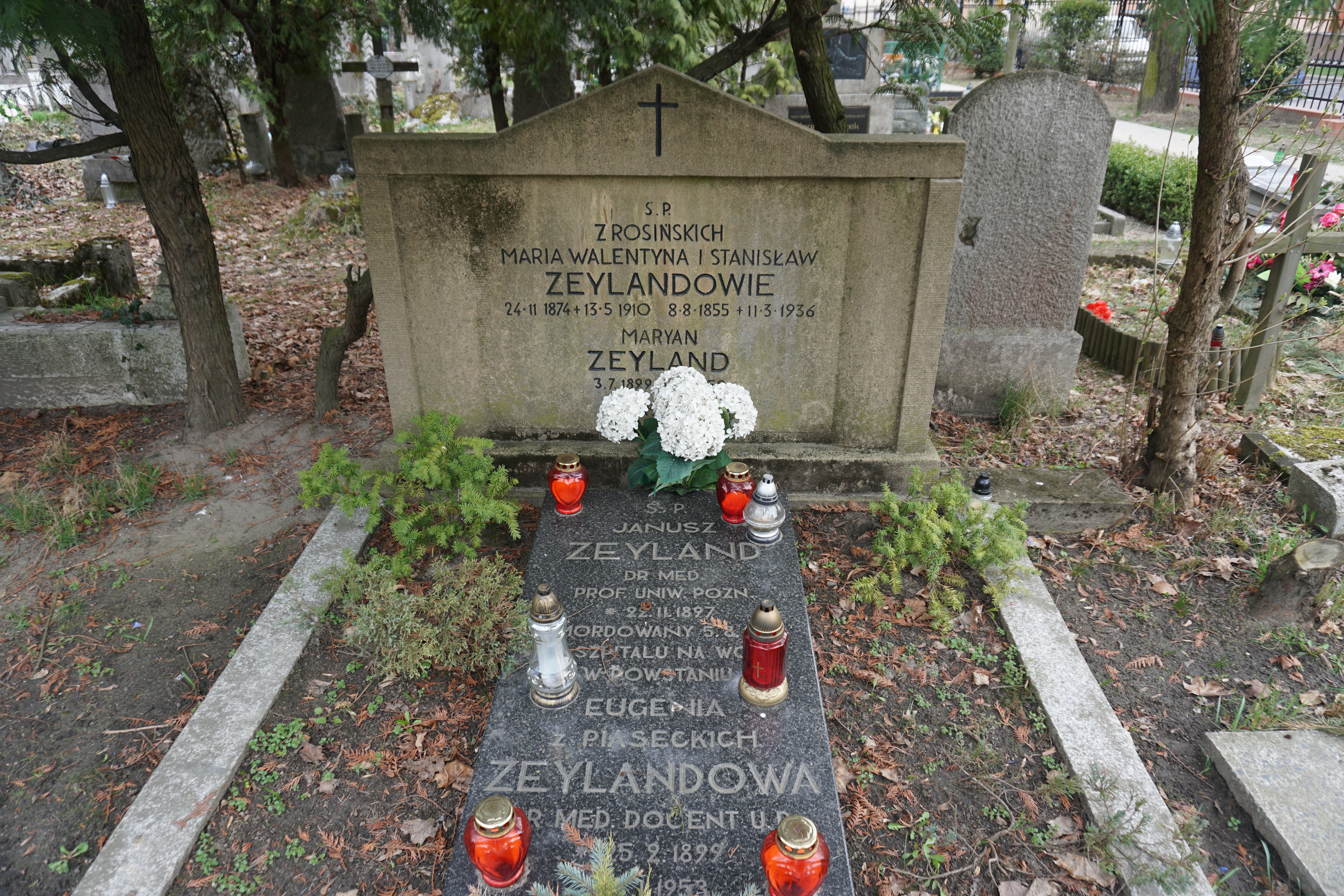
Grób prof. Janusza Zeylanda na cmentarzu Jeżyckim w Poznaniu

Opublikował ponad 70 prac, wśród nich aktualny do dziś podręcznik „Gruźlica płuc u dzieci”. Uważany za jednego z największych autorytetów w tej dziedzinie. W 1930 otrzymał wraz z żoną od Akademii Narodowej Medycyny w Paryżu Nagrodę im. Pannetiera za udowodnienie bezpieczeństwa i skuteczności szczepień przeciwgruźliczych, co pozwoliło na ich szerokie stosowanie. Był pionierem tych szczepień w Polsce. Jako pierwszy opracował statystycznie częstość występowania gruźlicy wśród dzieci.

## Życie prywatne
14 czerwca 1926 w Poznaniu ożenił się z mikrobiolożką, Eugenią Jadwigą (1899–1953), córką Eugeniusza Piaseckiego.

## Ordery i odznaczenia
- Krzyż Oficerski Orderu Odrodzenia Polski (pośmiertnie, 12 grudnia 1947)[5]
- Srebrny Medal „Zasłużonym na Polu Chwały” (pośmiertnie, 31 lipca 1946)[6]

## Upamiętnienie
Osobiste rzeczy, w tym okulary profesora Janusza Zeylanda ze śladami krwi, które ocalił asystent ze Szpitala Wolskiego, dr Zbigniew Woźniewski, znajdują na ekspozycji stałej Muzeum Powstania Warszawskiego.
W styczniu 1946 imię Janusza Zeylanda otrzymała krótka, wytyczona w 1906 r. ulica w centrum Poznania, łącząca ulicę Bukowską z ulicą Zwierzyniecką.
Wielkopolskie Centrum Pulmonologii i Torakochirurgii nosi imię Eugenii i Janusza Zeylandów.